# Дом Алама
Дом Алам — крупное историческое здание в Исфахане, Иран. Площадь здания составляет 1118 м².
Здание было построено в XVIII в эпоху Каджаров. Владельцем дома был каджарский аристократ. Здание первоначально использовалось как деловое, но вскоре превратилось в место приёма высоких гостей.
Здание имеет двор, который окружен со всех сторон жилыми помещениями. Вход в здание расположен на его южной стороне. В северной части здания располагаются веранда с колоннами и фойе. По обеим сторонам его имеются комнаты. Стены в этой зале покрыты штукатуркой и богато декорированы, в том числе резными зеркалами. Зал выходит на веранду семью раздвижными створчатыми окнами, комнаты закрыты хатамкарскими дверями. Южная часть здания представляет собой узкую и длинную столовую с расписными окнами. Через эту столовую можно пройти во внутренний двор с бассейном посередине и садами и попасть в жилые помещения.
Восточная и западная части здания имеют одинаковую планировку. В обеих частях имеются фойе, которые ведут к комнатам меньшего размера. Все помещения дома были украшены декоративной кладкой, плитками, штукатуркой и позолотой. Бассейн в центре внутреннего двора считается одним из самых красивых элементов здания.
В 1990 году в рамках специальной программы по восстановлению исторических зданий в Доме Алам начались реставрационные работы, завершённые к 2001 году. Благодаря хорошему качеству их выполнения здание было 18 октября 1998 года включено в список национальных исторических памятников под регистрационным номером 1752 и удостоилось архитектурной премии имени Ага Хана.